# アブ・セルガ教会
アブ・セルガ教会（アブ・セルガきょうかい、アブー・セルガ教会、アラビア語: كنيسة أبي سرجة、英語: Abu Serga Church, Church of Abu Serga、アブ・サルガ〈Abu Sarga〉、聖セルギウス〈St. Sergius〉、聖セルギウスとバッカス教会、コプト語: ϯⲉⲕⲕⲗⲏⲥⲓⲁ ⲛ̀ⲧⲉ ⲛⲓ⳥ ⲥⲉⲣⲅⲓⲟⲥ ⲛⲉⲙ ⲃⲁⲭⲟⲥ ϧⲉⲛ ⲡⲓⲥⲡⲉⲗⲉⲱⲛ）は、カイロのコプト地区（英: Coptic Cairo）にある4世紀にさかのぼるエジプトで最も古いコプト教会の1つであり、洞窟教会（英: Cavern Church）としても知られる。

## 概要
アブ・セルガ教会は、伝承によれば聖家族であるヨセフ、マリア、幼子イエスが、エジプトへの逃避（マタイ2章13-23節）の際（滞在期間1-4年〈3年半〉）、3週間（3か月とも）滞留した場所に建てられたといわれ、帰途の折、聖母マリア、聖ヨセフ、幼子イエスが一時居留したという地下洞窟によりとりわけ有名であり、現在に認められる地下聖堂は、2世紀のものである。
この教会は、296年にローマ皇帝マクシミアヌス（在位286-305年、306-308年）によってシリアで殉教した聖戦士（英: Soldier-saint）セルギウスとバッカスに捧げられている。教会は4世紀後半から5世紀前半に建立されたといわれるほか、現在の構造は、6-8世紀（7世紀）からのものであるともされる。
コプト教会の総主教の多くが実際に選ばれた場所としても、この教会は歴史的に非常に重要である。ここで最初に選立されたのは、総主教イサアク（在位689/690-692年）であった。9-12世紀に多くの総主教が選立されるとともに、11世紀の総主教クリストドゥルス（在位1047-1077年）の時代に至るまで教会の多くの司教が任命された。

## 構造

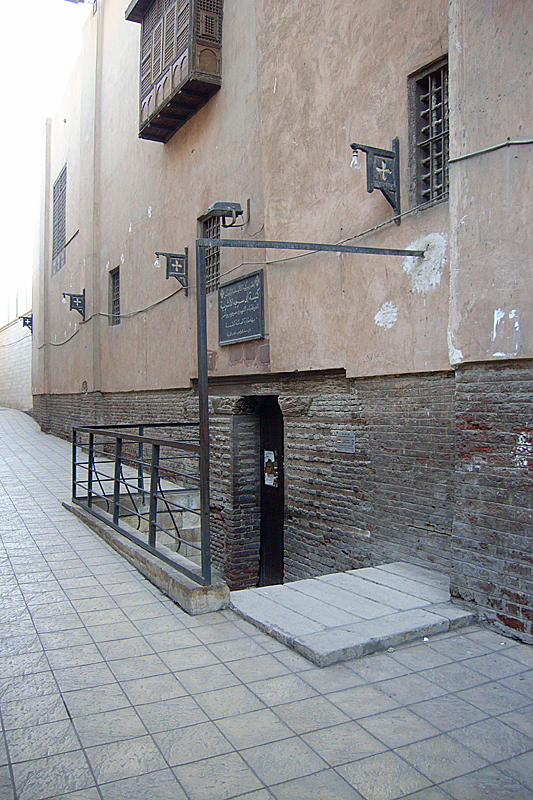
アブ・セルガ教会入口（2007年）

現在の教会の床面は、マル・ギルギス通り（阿: شارع مار جرجس、英: Mar Girgis〈Saint George〉 street）より約 4.5メートル (15 ft) 低く、周囲の路地の下方およそ 1.5メートル (4.9 ft) の位置にある。教会堂は、長径 27メートル (89 ft) 、幅 17メートル (56 ft) 、高さ 15メートル (49 ft) ほどであり、バシリカ様式で、拝廊（ナルテックス、narthex）があり、2列の側廊をもつ身廊（英: nave）に通じる。側廊との間に12本（大理石11本・花崗岩1本）の円柱があり、コリント式柱頭を備える。身廊の上部天井には、木製トラスが施されており、上屋根はノアの箱舟を形取るともいわれる。
現在に見られる地下聖堂は、教会の床面の下およそ 3メートル (9.8 ft) にあり、長径 6.5メートル (21 ft) 、幅 5メートル (16 ft) 、高さ 2.5メートル (8.2 ft) で、2列の柱を備える。しかし、それは元来の地下聖堂ではなく、さらに 2メートル (6.6 ft) ほど下方、現在の教会の床面下およそ 5メートル (16 ft) に、埋没した遺構の天井の痕跡を示唆するものが、地中レーダー探査によって検出されている。